# Discografia degli Emerson, Lake & Palmer
Discografia del supergruppo britannico Emerson, Lake & Palmer.

## Album

### In studio
| Anno | Titolo                | US | UK | RIAA | BPI     |
| ---- | --------------------- | -- | -- | ---- | ------- |
| 1970 | Emerson Lake & Palmer | 18 | 4  | Oro  | -       |
| 1971 | Tarkus                | 9  | 1  | Oro  | -       |
| 1972 | Trilogy               | 5  | 2  | Oro  | -       |
| 1973 | Brain Salad Surgery   | 11 | 2  | Oro  | Oro     |
| 1977 | Works Volume 1        | 12 | 9  | Oro  | Oro     |
| 1977 | Works Volume 2        | 37 | 20 | Oro  | -       |
| 1978 | Love Beach            | 55 | 48 | Oro  | Argento |
| 1992 | Black Moon            | 78 | -  | -    | -       |
| 1994 | In the Hot Seat       | -  | -  | -    | -       |

### Dal vivo
| Anno | Titolo                                                                                              | US | Regno Unito | RIAA | BPI     |
| ---- | --------------------------------------------------------------------------------------------------- | -- | ----------- | ---- | ------- |
| 1971 | Pictures at an Exhibition                                                                           | 10 | 3           | Oro  | Argento |
| 1974 | Welcome Back, My Friends, to the Show That Never Ends - Ladies and Gentlemen Emerson, Lake & Palmer | 4  | 5           | Oro  | -       |
| 1979 | In Concert                                                                                          | 73 | -           | -    | -       |
| 1993 | Live at the Royal Albert Hall                                                                       | -  | -           | -    | -       |
| 1993 | Works Live                                                                                          | -  | -           | -    | -       |
| 1997 | Live at the Isle of Wight Festival 1970                                                             | -  | -           | -    | -       |
| 1997 | Live in Poland                                                                                      | -  | -           | -    | -       |
| 1997 | King Biscuit Flower Hour Presents: Greatest Hits Live                                               | -  | -           | -    | -       |
| 1998 | Then & Now                                                                                          | -  | -           | -    | -       |
| 2001 | The Original Bootleg Series from the Manticore Vaults: Volume One                                   | -  | -           | -    | -       |
| 2001 | The Original Bootleg Series from the Manticore Vaults: Volume Two                                   | -  | -           | -    | -       |
| 2002 | The Original Bootleg Series from the Manticore Vaults: Volume Three                                 | -  | -           | -    | -       |
| 2006 | The Original Bootleg Series from the Manticore Vaults: Volume Four                                  | -  | -           | -    | -       |
| 2010 | High Voltage                                                                                        | -  | -           | -    | -       |
| 2010 | A Time and a Place                                                                                  | -  | -           | -    | -       |
| 2011 | Live at Nassau Coliseum '78                                                                         | -  | -           | -    | -       |
| 2011 | Live at the Mar Y Sol Festival '72                                                                  | -  | -           | -    | -       |

### Compilation
| Anno | Titolo                                     | US  | Regno Unito | RIAA | BPI |
| ---- | ------------------------------------------ | --- | ----------- | ---- | --- |
| 1980 | The Best of Emerson Lake & Palmer          | 108 | -           | -    | Oro |
| 1992 | The Atlantic Years                         | -   | -           | -    | -   |
| 1993 | The Return of the Manticore                | -   | -           | -    | -   |
| 1994 | The Best of Emerson Lake & Palmer          | -   | -           | -    | -   |
| 2000 | The Very Best of Emerson Lake & Palmer     | -   | -           | -    | -   |
| 2001 | Fanfare for the Common Man - The Anthology | -   | -           | -    | -   |
| 2003 | Reworks: Brain Salad Perjury               | -   | -           | -    | -   |
| 2004 | The Ultimate Collection                    | -   | -           | -    | -   |
| 2007 | The Essential Emerson, Lake & Palmer       | -   | -           | -    | -   |
| 2007 | From the Beginning                         | -   | -           | -    | -   |
| 2007 | Gold Edition                               | -   | -           | -    | -   |

### Video
- Isle of Wight Festival 1970 (Laserdisc, 1971)
- Pictures at an Exhibition (Tape & DVD, 1986)
- The Manticore Special (Video tape, 2003)
- Works Orchestral Tour (Video tape, 2003)
- Live at the Royal Albert Hall (DVD, 2003)
- Welcome Back.... (DVD, 2003)
- Masters From The Vaults (DVD, 2004)
- Live at Montreux 1997 (DVD, 2004)
- Beyond the Beginning (DVD, 2005)
- Pictures at an Exhibition - 35th Anniversary Special Edition (DVD, 2005)
- The Manticore Special; Works Orchestral Tour (DVD, 2005)
- The Birth of a Band - Isle of Wight 1970 (DVD, 2006)
- Live At The Royal Albert Hall (DVD, 2009)[7]
- Welcome Back My Friends. 40th Anniversary Reunion Concert (DVD & Blu Ray, 2011)

## Singoli
| Anno | Titolo                            | US | US Main. | Regno Unito | Album                     |
| ---- | --------------------------------- | -- | -------- | ----------- | ------------------------- |
| 1970 | Lucky Man                         | 48 | -        | -           | Emerson Lake & Palmer     |
| 1971 | Stones of Years                   | -  | -        | -           | Tarkus                    |
| 1972 | Nutrocker (live)                  | 70 | -        | -           | Pictures at an Exhibition |
| 1972 | From the Beginning                | 39 | -        | -           | Trilogy                   |
| 1973 | Jerusalem                         | -  | -        | -           | Brain Salad Surgery       |
| 1977 | Fanfare for the Common Man (edit) | -  | -        | 2           | Works Volume 1            |
| 1977 | C'est la vie                      | 91 | -        | -           | Works Volume 1            |
| 1977 | Watching Over You                 | -  | -        | -           | Works Volume 2            |
| 1978 | All I Want Is You                 | -  | -        | -           | Love Beach                |
| 1979 | In Concert: Peter Gunn/Knife Edge | -  | -        | -           | In Concert                |
| 1992 | Black Moon                        | -  | -        | -           | Black Moon                |
| 1992 | Affairs of the Heart              | -  | -        | -           | Black Moon                |
| 1994 | Daddy                             | -  | -        | -           | In the Hot Seat           |